# Bled For Days
«Bled for Days» es el tercer sencillo del álbum debú del grupo de metal industrial Static-X, Wisconsin Death Trip. Ha aparecido en numerosas bandas sonoras, incluyendo las bandas sonoras de Soldado Universal: The Return y La novia de Chucky. El vídeo musical de "Bled for Days" fue grabado en una actuación en directo de Static-X, mezclado con la canción original del álbum.
- Datos: Q2039798